# Rząd Republiki Autonomicznej Krymu

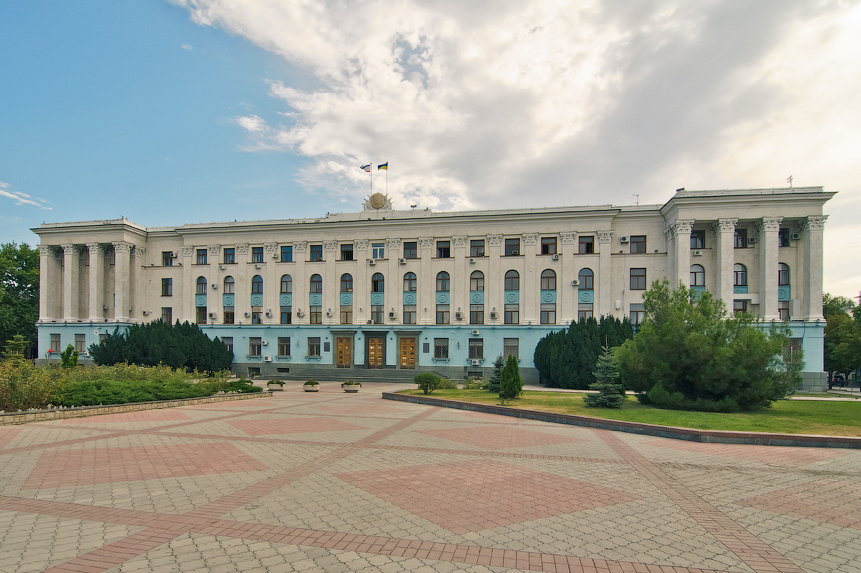
Budynek Rządu Republiki Autonomicznej Krymu (zdjęcie z 2011)

Rząd Republiki Autonomicznej Krymu – naczelny organ władzy wykonawczej Republiki Autonomicznej Krymu, działający od 22 marca 1991.
Rada ministrów ARK powoływana jest i odwoływana przez Radę Najwyższą Republiki Autonomicznej Krymu, w porozumieniu z prezydentem Ukrainy.
Jej zakres działania określa Konstytucja Ukrainy oraz akty prawne uchwalone przez Najwyższą Radę ARK. Pracę rządu kontroluje Przedstawicielstwo Prezydenta Ukrainy w Republice Autonomicznej Krymu.

## Premierzy Rady Ministrów
Źródło
- Witalij Kuraszyk (22 marca 1991 – 20 maja 1993)
- Borys Samsonow (20 maja 1993 – 4 lutego 1994)
- Jurij Meszkow (4 lutego 1994 – 6 października 1994)
- Anatolij Franczuk (6 października 1994 – 22 marca 1995)
- Anatolij Drobotow (22 marca 1995 – 31 marca 1995)
- Anatolij Franczuk (31 marca 1995 – 26 stycznia 1996)
- Arkadij Demydenko (26 stycznia 1996 – 4 czerwca 1997)
- Anatolij Franczuk (4 czerwca 1997 – 25 maja 1998)
- Serhij Kunicyn (25 maja 1998 – 18 lipca 2001)
- Walerij Horbatow (25 lipca 2001 – 29 kwietnia 2002)
- Serhij Kunicyn (29 kwietnia 2002 – 20 kwietnia 2005)
- Anatolij Matwijenko (20 kwietnia 2005 – 21 września 2005)
- Anatolij Burdiuhow (23 września 2005 – 2 czerwca 2006)
- Wiktor Płakida (2 czerwca 2006 – 17 marca 2010)
- Wasyl Dżarty (17 marca 2010 – 17 sierpnia 2011)
- Anatolij Mohylow (8 listopada 2011 – 27 lutego 2014)[2][3]
- Siergiej Aksionow (od 27 lutego 2014)[4][a]